# Umfassungsmauer (Altägypten)
Als Umfassungsmauer wird in der altägyptischen Architektur eine Mauer bezeichnet, die einen Pyramiden-, einen Tempelbezirk oder eine Stadt umgeben konnte.
Bei Tempelbezirken dienten Umfassungsmauern einerseits zur Abgrenzung von der umgebenden Siedlung oder freien Flächen, aber auch zum Schutze des Tempels vor Bevölkerungsunruhen oder Invasionen. Sie wurden aus einfachen Lehmziegeln errichtet, die man über ein Gerüst aus Holzbalken und Schilfmatten baute. Zur Zeit des Neuen Reiches waren solche Außenwände sehr verbreitet und wurden zunehmend auch um Städte angelegt. Um ihre Zerstörung zu verhindern wurden viele mit einer Stärke von zehn Metern oder mehr gebaut und mit abgerundeten Zinnen versehen. Zur Befestigung wurden gelegentlich Bollwerke oder stabile Torbögen hinzugefügt.
Bei der Ziegelkonstruktion der Außenwälle wechselten sich häufig konkave und konvexe Abschnitte ab. Das sich daraus ergebende wellenförmige Muster diente wahrscheinlich dazu, die Bildung von Rissen in den Mauern zu verhindern. Auch eine symbolische Bedeutung als Wasser des mythischen Urozeans ist möglich.